# Jonathan Drack
Jonathan Drack (né le 16 novembre 1988 à Beau Bassin-Rose Hill) est un athlète mauricien, spécialiste du triple saut. Il s'entraine et vit en France.

## Biographie
Auteur d'un nouveau record de Maurice à 16,96 m le 29 juillet 2015 à Castres, il se qualifie pour la finale des championnats du monde 2015 où il prend la onzième place en 16,64 m. Le 6 février 2016, il établit la meilleure performance mondiale de l'année lors du meeting de Karlsruhe avec 16,67 m avant d'être battue par le Cubain Alexis Copello (16,99 m).
Le 19 mars 2016, Drack termine 13e aux championnats du monde en salle de Portland avec un saut à 16,04 m.

## Palmarès
| Date | Compétition                    | Lieu       | Résultat | Marque  |
| ---- | ------------------------------ | ---------- | -------- | ------- |
| 2015 | Championnats du monde          | Pékin      | 11e      | 16,64 m |
| 2016 | Championnats du monde en salle | Portland   | 13e      | 16,04 m |
| 2016 | Championnats d'Afrique         | Durban     | 4e       | 16,61 m |
| 2017 | Jeux de la Francophonie        | Abidjan    | 5e       | 16,05 m |
| 2018 | Jeux du Commonwealth           | Gold Coast | 6e       | 16,28 m |
| 2019 | Jeux africains                 | Rabat      | 3e       | 16,53 m |

## Records
| Épreuve     | Épreuve   | Performance | Lieu      | Date            |
| ----------- | --------- | ----------- | --------- | --------------- |
| Triple saut | Plein air | 16,96 m     | Castres   | 29 juillet 2015 |
| Triple saut | Salle     | 16,67 m     | Karlsruhe | 6 février 2016  |